# メルネイト
メルネイト（Merneith）またはメリトネイト（Meritneith）は、エジプト第1王朝期の王妃、摂政である。彼女自身でもエジプトの政治を行っていた期間があったと考えられており、この可能性は複数の公式な記録に基づいている。彼女の治世は、紀元前30世紀のどこかであった。メルネイトという名前は、「ネイトに愛される」という意味であり、彼女の石碑にはその神性のシンボルが描かれている。彼女はジェトの妻で、デンの母であった。

## 家族
メルネイトは、ジェル、ジェト、デンの名前とともに多くの印章や椀に彫られている。メルネイトはジェルの娘であった可能性もあるが、明確な証拠は見つかっていない。デンの母として、メルネイトはジェトの妻であった可能性が高い。彼女の母については、何の情報も得られていない。
息子のデンの墓から発見された円筒印章には、「王の母メルネイト」 “King’s Mother Merneith” と彫られていた。また一方で、デンの父はジェトであったことが知られており、そのため、メルネイトはジェトの王妃であった可能性が高い。

## 伝記
メルネイトは、夫のジェトが死去した後に治世を行ったと信じられている。しかし、彼女の称号には議論がある。ジェトが死んだ時、息子のデンは国を治めるには若すぎた可能性があり、そのため彼女はデンが成長するまで摂政として政治を行っていた可能性がある。
メルネイトがエジプトを治めていたという最も強い証拠は、彼女の墓である。アビドスにある墓は、非常に珍しい女性の墓である。メルネイトはジェトとデンの近くに葬られており、その大きさは同時代の王の墓と同じ規模である。彼女の墓の近くからは2つの墓碑が発見されており、この石碑にはメルネイトの名前が彫られている。しかし、彼女の名前は王の特権であるセレクには囲まれていない。またメルネイトの名前は『アビュドス王名表』にも載っていない。第1王朝のファラオの一覧を記した印章はカアの墓から見つかっているが、この一覧でもメルネイトの治世については述べられていない。
その他、メルネイトの名が現れるものには次のようなものがある。
- 息子デンの墓から見つかった印章にメルネイトの名前が彫られている。この印章では、第1王朝の王の一覧にメルネイトが含まれている。メルネイトの名前は、この一覧に含まれる唯一の女性名である。一覧に掲載される全ての名前は王のホルス名だが、メルネイトの名前には、「王の母」 "King's Mother" と添えられている。
- メルネイトの名前は、パレルモ石に含まれている[4]。
- サッカラの巨大マスタバ（Nr 3503, 16 x 42 m）で、石管、甕、印章から彼女の名前が見つかっている。特に、サッカラからはメルネイトの名前をセレクで囲んだ印章が見つかっている[4]。
- メルネイトの名前は、ウンム・エル＝カアブにあるジェトの墓でも見られる。

## 墓

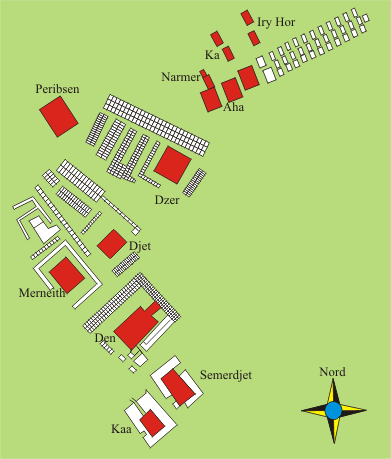
Ummal-Qaab の Cemetery B には、エジプトの第1王朝及び第2王朝のファラオの墓が集まっている。

メルネイトの墓は、第1王朝の他のファラオの墓が集まったアビドスのウンム・エル=カアブ地区にある。石製の2つの墓碑が彼女の墓であることを示している。
1900年にフリンダーズ・ピートリーはメルネイトの墓を発見し、これを未知のファラオの墓だと信じた。墓は発掘され、日干し煉瓦作りの巨大な地下室が少なくとも40個の召使の小さな墓に囲まれていることが分かった。
彼女の墓の中からは、死後に彼女を太陽神の元に連れて行くための太陽の船が発見された。